# Packet (informatica)
Een packet is in de wereld van computernetwerken een specifiek geformatteerde eenheid van gegevens die door een pakketgeschakeld netwerk verstuurd wordt. Computercommunicatie die verloopt via methodes die geen packets ondersteunen, zoals traditionele punt-naar-punt-telecommunicatieverbindingen, versturen gegevens ongeformatteerd, als een reeks bytes, karakters of zelfs simpelweg als een reeks bits. Als de gegevens in packets worden gegroepeerd zal de bitrate van de gebruikte communicatiedrager beter over de verschillende gebruikers worden verdeeld dan in het geval van een circuitgeschakeld netwerk.
Packets kunnen gefragmenteerd worden verstuurd. 

## De indeling van een packet
Een packet bestaat uit twee soorten gegevens: metadata met onder meer verstuurgegevens, vergelijkbaar met een envelop, en gebruikersgegevens, de brief, ook wel de payload.
De versturingsgegevens zijn de gegevens die nodig zijn om het packet op zijn bestemming te krijgen: onder meer de bron- en het bestemmingsadres, foutmeldingscodes zoals controlecijfers, en volgorde informatie. Men vindt meestal de versturingsgegevens in het begin, de aanhef of header, en aan het eind, bij de voet of  trailer van een packet, en de gebruikersgegevens daartussen.

## IPv4-packet
IP-packets bestaan uit twee hoofddelen: de header en de daadwerkelijk vervoerde gegevens, de payload. In het geval van IPv4 ziet de header er als volgt uit:
|    | functie                | commentaar                                                    | aantal bits |
| -- | ---------------------- | ------------------------------------------------------------- | ----------- |
| 1  | versie-informatie      | in de praktijk of het een IPv4- of IPv6-packet betreft        | 4           |
| 2  | Internet Header Length | de lengte van de header in veelvouden van 4 bytes             | 4           |
| 3  | Type of Service        | quality of service, gebruikt om pakketjes prioriteit te geven | 8           |
| 4  | lengte                 | van het gehele packet in bytes                                | 16          |
| 5  | identificatietag       | om een gefragmenteerd packet te reconstrueren                 | 16          |
| 6  | vlaggen                | gefragmenteerd of niet, meer fragmenten                       | 3           |
| 7  | fragment-offset        | de positie van een fragment in het originele packet           | 13          |
| 8  | TTL                    | levensduur                                                    | 8           |
| 9  | protocol               |                                                               | 8           |
| 10 | Header Checksum        | controlecijfer                                                | 16          |
| 11 | bron-IP-adres          |                                                               | 32          |
| 12 | bestemmingsadres       |                                                               | 32          |
|    |                        |                                                               | 160         |

bij 6: De IP-protocol header bevat twee vlaggen, gereserveerde bits die invloed op de fragmentatie en defragmentatie hebben:
DF
don't fragment, niet fragmenteren : Als fragmentatie noodzakelijk is en dit bit op 1 staat, wordt het pakket genegeerd. Dit kan worden gedaan om een path-MTU voor een bepaalde route vast te stellen.
MF
more fragments, meer fragmenten (volgen) : Deze vlag is gezet voor alle pakketten, behalve de laatste, die deel uitmaken van een groter, oorspronkelijk pakket. Het laatste pakket heeft een fragment-offset waarde groter dan 0, die het onderscheidt van een normaal, ongefragmenteerd pakket.
bij 9: Het protocol kan bijvoorbeeld TCP, UDP of ICMP zijn. In geval van het tunnelen van IPv6 in IPv4 wordt hier het protocolnummer 41 gegeven.